# Agnes av Burgund
Agnes av Burgund, född okänt år (före 1000), död 1068, var hertiginna av Akvitanien och grevinna av Anjou genom sitt äktenskap med först hertig Vilhelm V av Akvitanien och sedan greve Geoffrey II av Anjou. Hon var regent i Akvitanien som förmyndare för sin son från 1039 till 1044.

## Biografi
Agnes av Burgund var dotter till hertig Otto Vilhelm av Burgund och Ermentrude av Reims. År 1019 gifte hon sig med Vilhelm V av Akvitanien i hans andra äktenskap. Paret fick tre söner. Vid Vilhelms död 1030 förlorade hon allt inflytande i Akvitanien eftersom maken efterträddes av sin son i första äktenskapet, Vilhelm VI.
År 1032 lämnade hon Akvitanien och gifte om sig med Geoffrey II av Anjou 1032. År 1033 invaderade hon Akvitanien med stöd av Geoffrey II. Hennes före detta styvson Vilhelm VI föll i strid barnlös 1038, och efterträddes av Odo av Gascogne, en annan av hennes före detta styvsöner.

### Regent
När Odo av Gascogne föll barnlös i strid mot hennes trupper stod hennes egen son, Vilhelm VII, i tur av ärva Akvitanien. Eftersom Vilhelm var omyndig tog hon själv makten i Akvitanien som hans regent. Hon regerade Akvitanien ensam fram till Vilhelms myndighetsdag 1044, trots att hon i egenskap av gift kvinna själv stod under sin makes förmynderskap.

### Senare liv
När Vilhelm blev myndig besökte hon kejsaren i Tyskland tillsammans med sin man, och paret stannade vid kejsarhovet i fram till 1047. Agnes separerade från sin make omkring 1050. Orsaken är okänd. Hon återvände då till sin sons hov i Poitiers i Akvitanien. När hennes äldste son Vilhelm VII dog barnlös efterträddes han i Akvitanien av hennes yngre son, Vilhelm VIII. Agnes av Burgund beskrivs som aktiv och vital vid hovet i Poitiers till sin död och ska ha utövat ett visst inflytande över sina söners regering.